# 全米野球記者協会
全米野球記者協会（ぜんべいやきゅうきしゃきょうかい, The Baseball Writers' Association of America, BBWAA）とは、新聞 、雑誌、ウェブサイトなどの野球記者で組織された団体。1908年10月14日に設立された。
BBWAAは最優秀選手（MVP）、サイ・ヤング賞、最優秀新人選手、最優秀監督を投票によって選出している。J.G.テイラー・スピンク賞は会員に与えられる野球記者の殿堂入りとされている賞である。また、1947年にBBWAA在籍10年以上の記者にアメリカ野球殿堂の投票資格が与えられることが決まった。BBWAAで候補資格を喪失した選手はベテランズ委員会で再度候補となることが可能である。
2012年、サンケイスポーツの記者の田代学が、日本人として初めて、理事に就任した。

## アメリカ野球殿堂の選考

### 現在の選考ルール
以下の5つの条件を満たした人物がBBWAAの投票でアメリカ野球殿堂入りすることが出来る。
- MLBで10年以上プレーした選手
- 現役引退後、5年以上経過した選手
- 野球界の不適格リストに入っていない選手
- 前回の投票で、投票総数の5%以上を獲得した選手
- 投票総数の75%以上を獲得した選手

引退から5年以上経過し、かつ基本的に10年以上MLBでプレーした選手が審議の対象となり、審査委員会で候補者とするか否かが議論される。候補者への投票は10人まで可能となっている。得票率5%未満だけでなく、引退後20年経過した場合も候補資格を剥奪され、引退後21年以上はベテランズ委員会のみで選出が可能になる。1945年から人格、誠実性、スポーツマンシップも判断基準に含まれることになった。

### 選考ルールの変遷

#### 投票サイクル
1936年から2013年までの78年間のうち69年で実施されている（実施されなかったのは1940年・1941年・1943年・1944年・1957年・1959年・1961年・1963年・1965年）。

#### 決選投票
誰も選出されない場合に上位得票者20人や30人に限定して決選投票を実施するように決められていた時期もあり（対象年は20人：1946年・1949年、30人：1960年・1962年・1964年・1966年・1967年・1968年）、1949年にチャーリー・ゲーリンジャー、1964年にルーク・アップリング、1967年にレッド・ラフィングがこの決選投票によって選出されている。

#### 審査委員会
初年の1936年から候補者への投票は10人までに制限された。審査委員会は1962年に創設され、1968年から候補者を40人までに制限した。

#### 候補者の要件
1946年から引退後1年が経過していることが条件となり、1954年からは5年以上に延長された。1979年から5%未満になると次年以降の候補資格が剥奪されることが決まった。引退から資格を喪失する期間については、1946年から引退後25年以内、1956年から引退後30年以内、1962年から引退後20年以内、2014年から引退後15年以内となっている。ロベルト・クレメンテが現役中に飛行機事故で亡くなったのを機に、1973年1月3日に現役中または引退後5年以内に死亡した場合は即時の殿堂入りも検討されるように改正された（その後に6か月の期間を置くように変更）。1991年2月8日に野球界からの不適格リストに含まれている人物は候補者から除外されることが決まった。